# Côme Clausse
 (juillet 2012).
Côme (ou Cosme) Clausse, seigneur de Marchaumont, et par acquisition de Fleury et de Courances, est un notaire et secrétaire du roi qui fut secrétaire d'État chargé des commandements du roi Henri II de 1547 à sa mort en 1558.

## Biographie
Côme Clausse, est le second fils de Jean Clausse († 1504), correcteur à la chambre des comptes de Paris, seigneur de Marchaumont en Picardie, et de Philippe de Bailly. Notaire royal, secrétaire des dauphins François puis (1540) Henri, fils de François Ier, il est président de la chambre des comptes de Nantes et intendant des affaires et domaine de Bretagne, fief traditionnellement dévolu au dauphin de France.
Dès son accession en avril 1547, Henri II le nomme l'un des quatre secrétaires d'État chargés de ses commandements et il exerce cette fonction jusqu'à sa mort en 1558. En 1549, il est pourvu parallèlement de l'office de contrôleur ordinaire des guerres. Il suit le roi au siège de Damvillers (1552) et est fait chevalier après la prise de cette ville.
Côme Clausse achète en 1550 la terre de Fleury-en-Bière et fait construire le château (actuel département de Seine-et-Marne) qui reviendra à son fils aîné Henri. Il achète pour 15 000 livres le 20 février 1552 la terre de Courances (actuel département de l'Essonne), qui échoit après sa mort à son fils cadet Pierre. Il fait également l'acquisition d'un hôtel urbain à Fontainebleau.
Il épouse Marie Bourgeois, fille de Louis/François Bourgeois (dit Burgensis), premier médecin de François Ier, et sœur de l'évêque Jérôme, dont il a treize enfants parmi lesquels :
- Henri (l'aîné), seigneur de Fleury-en-Bière, filleul de Henri II, Grand maître et réformateur général des Eaux et Forêts de France, gentilhomme ordinaire de la Chambre, filleul d'Henri II, époux de Denise Neufville de Villeroy (sœur de Nicolas IV). Il achete aux Célestins et aux chanoines du chapitre de Melun la seigneurie de Perthes, et devient aussi seigneur de La Chapelle-la-Reine ; Parmi les enfants d'Henri et Denise de Neufville : 
  - Nicolas Clausse, sire de Fleury et de Perthes, aussi Grand-maître des Eaux et Forêts de France, sans alliance ; Marguerite, x 2° Salomon de Béthune, gouverneur de Mantes, frère cadet de Sully ; Madeleine, x Charles d'Argouges de Rânes ; Dorothée, x René de Maillé de Benhart ; et l'évêque Henri.
  - Finalement, ce sont les d'Argouges de Rânes qui héritèrent de Perthes et de Fleury : ils les conservèrent jusqu'à la Révolution, avec Arbonne et St-Martin, et Alexandre-François-Jérôme d'Argouges (1718-† 1782), conseiller du roi, lieutenant civil des ville, prévôté et vicomté de Paris, en fut l'un des tout derniers seigneurs.
- Pierre (deuxième fils), seigneur de Marchaumont et de Courances, conseiller du roi Henri III et chambellan du duc d'Anjou, ambassadeur extraordinaire en Angleterre parmi la délégation qui y fut envoyée ne 1581[4]. Ses fils Antoine et François Clausse, sans postérité, lui succèdent ; leur sœur Renée Clausse épouse en 1598 Balthazar de Gadagne de Champroux, † 1636, fils de Thomas III de Gadagne ;
- Nicolas (1545-1573) (troisième fils), évêque de Châlons en 1572 ;
- Côme (1548-1624) (quatrième fils), évêque de Châlons en 1575.
- Marie (vers 1542-1626), qui épouse 1° 1559 Florimond II Robertet de Fresnes, secrétaire d'Etat, † 1567, sans postérité ;
- Diane, mariée à François de Salart de Bourron, gouverneur de Montargis.

## Armoiries
| Figure | Blasonnement                                                                                               |
|        | D'azur au chevron d'argent accompagné de trois têtes de léopard [d'or] emmuselées d'un annelet de gueules. |

### Sources et bibliographie
- Olivier Poncet, « Posséder Courances (XVe – XIXe siècle) », dans Valentine de Ganay et Laurent Le Bon (dir.), Courances, Paris, Flammarion, 2003, p. 77
- La Chesnaye des Bois, Dictionnaire de la Noblesse, 2e édition, à Paris chez la Veuve Duchesne, 1772, tome IV, p. 555